# Světový den vegetariánství
Světový den vegetariánství se slaví každý rok 1. října. Věnován je vegetariánství, tedy způsobu stravování bez masa. Poprvé se slavil v roce 1977, kdy ho vyhlásila Severoamerická vegetariánská společnost.
Oslavy většinou probíhají formou pochodů, přednášek, ochutnávek vegetariánských jídel a konferencí.
Přesně o měsíc později, 1. listopadu, se slaví světový den veganství.